# Ondskans hus (film, 1991)
Ondskans hus är en amerikansk skräckfilm från 1991, regisserad av Wes Craven.

## Handling
Instängd i ett fästningsliknande hus, som ägs av det mystiska paret Robeson, befinner sig en fattig, svart pojke (Poindexter Williams, kallad Fool) plötsligt i en mardröm.
Pojken kommer snabbt underfund med sanningen om husets mordiska invånare och börjar en kamp mot sadistisk säkerhetsutrustning, blir vän med en svårfångad och misshandlad flicka (Alice), och får slutligen reda på varelsernas hemlighet som finns djupt begraven i huset.

## Om filmen
Filmen hade svensk premiär den 13 mars 1992 på biograferna Sandrew 1 och Biopalatset i Stockholm. 

## Tagline
- In every neighbourhood, there is one house that adults whisper about and children cross the street to avoid.

## Rollista (i urval)
- Brandon Adams – Poindexter Williams / "Fool"
- Everett McGill – Man / "Pappa" / Eldon Robeson
- Wendy Robie – Kvinna / "Mamma" / Ms. Robeson
- Allison J. Langer – Alice
- Ving Rhames – Leroy
- Sean Whalen – Roach
- Bill Cobbs – Morfar Booker
- Kelly Jo Minter – Ruby
- Jeremy Roberts – Spenser
- Conni Marie Brazelton – Mary
- Joshua Cox – Ung polis
- John Hostetter – Äldre polis
- John Mahon – Polisinspektör
- Teresa Velarde – Socialarbetare
- Wayne Daniels – Person i trappa #1
- Michael Kopelow – Person i trappa #2
- Robert Micheal – Barn under trapporna
- Nic Cramer – Barn under trapporna
- David Robinson – Barn under trapporna

## Trivia
- Ondskans hus saknar annan svensk titel, men är även känd som Källarfolket (svensk titel) i Finland (dess finska titel är Kellariväkeä).